# 마웅마웅왕
마웅마웅(버마어: မောင်မောင် 마웅마웅, 1763년 9월 15일 ~ 1782년 2월 11일)은 미얀마 꼰바웅 왕국의 제5대 국왕(재위 : 1782년 2월 5일 ~ 11일)이다.